# ESV Münster
Der ESV Münster (offiziell: Eisenbahner Sportverein Münster 1927 e. V.) ist ein Sportverein aus Münster in Westfalen. Die erste Fußballmannschaft spielte als RSV Münster zwei Jahre lang in der höchsten Amateurliga Westfalens.

## Geschichte
Der Verein wurde im Jahre 1927 als Reichsbahn SV Münster gegründet und trägt seit 1961 seinen heutigen Namen. Außer Fußball  bietet der Verein auch Leichtathletik, Tennis, Turnen und Kegeln an. Bis auf das Turnen können alle Sportarten auf dem vereinseigenen Sportgelände ausgeübt werden. 

### Fußball
Die Fußballmannschaft spielte zunächst lange in unteren Spielklassen. Nach einer Vizemeisterschaft im Jahre 1955 gelang zwei Jahre später der Aufstieg in die damals viertklassige Landesliga Westfalen. Dank der guten Jugendarbeit stiegen die Reichsbahner 1960 in die Verbandsliga Westfalen auf, die damals die höchste Amateurliga des Landes war. In der gleichen Saison sorgten die Reichsbahner mit einem 2:0-Sieg in der ersten Runde des Westdeutschen Pokals gegen den Erstligisten Preußen Münster für Schlagzeilen. Nach einem 2:1 über die Sportfreunde Gladbeck kam das Aus im Achtelfinale gegen Hamborn 07.
In der Aufstiegssaison 1960/61 sorgte die Reichsbahner mit dem Pohlschmidt-Brüdern Bernhard, Helmut und Manfred für Furore und wurden Dritter hinter Germania Datteln und Arminia Bielefeld. Anschließend zerbrach die Mannschaft, als Bernhard und Manfred Pohlschmidt zu den Preußen wechselten. Ein Jahr später aus der Verbandsliga abstieg. Im Jahre 1970 verabschiedete sich der ESV auch aus der Landesliga. Von 1970 bis 1981 sowie von 2002 bis 2006 spielte die Mannschaft nochmal in der Bezirksliga, ehe die Eisenbahner 2018 nach zwei Abstiegen in Folge in die Kreisliga C abstiegen. 2025 stieg die Mannschaft wieder in die Kreisliga B auf.

### Handball
Die Handballerinnen des damals noch RSV Münster genannten Vereins wurden in der Saison 1942/43 Meister der Gauliga Westfalen. Damit qualifizierte sie sich für die Endrunde um die deutsche Meisterschaft, wo sich die Mannschaft zunächst mit 6:4 gegen den Eimsbütteler TV durchsetzen konnte. In der zweiten Runde folgte das Aus nach einem 3:4 gegen die SG 74 Hannover.

### Leichtathletik
Im 25-Kilometer-Straßenlauf der Frauen wurde der ESV Münster 1986 deutscher Vizemeister und ein Jahr später Dritter.

## Persönlichkeiten
- Harald Kügler
- Ousseni Labo
- Bernhard Pohlschmidt
- Manfred Pohlschmidt
- Dominik Reimann
- Tim Sechelmann
- Massih Wassey